# هزارلا

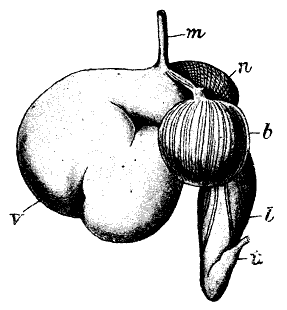
معده‌های نشخوارکنندگان: m. مری، v. شکمبه، n. نگاری، b. هزارلا، l. شیردان، t.آغاز روده باریک.

هَزارلا (نام علمی: Omasum) سومین معدهٔ حیوانات چهارمعده‌ای (نشخوارکنندگان) است که بین نگاری و شیردان قرار دارد. هزارلا از نگاری بزرگ‌تر و حجیم‌تر است. نام دیگر هزارلا، سی‌تو است.
هزارلا اندامی است کروی‌شکل و دارای بافت عضلانی که سطح این عضو از پرزهای کوتاه پوشیده شده‌است. وظیفه اصلی هزارلا کاهش اندازه ذرات غذا و جذب مقداری آب می‌باشد. چین‌های فراوان سطح هزارلا ذرات گواردنی را به دام انداخته و با این کار بیشترین مقدار مواد مغذی را از آن‌ها جذب می‌کنند. هزارلای گاو بیش از یک‌صد لایه دارد.

## کالبدشناسی

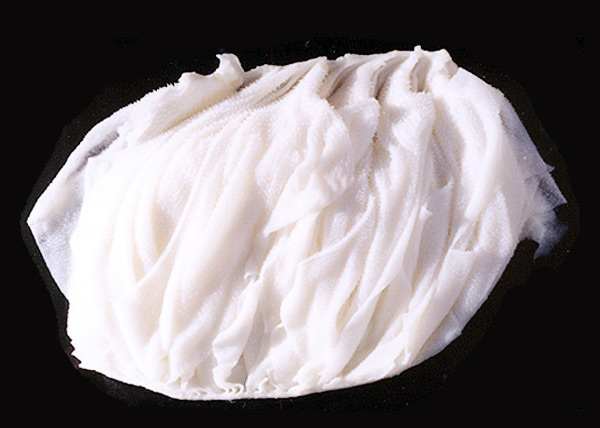
هَزارلا

هزارلا عضوی است مدور و بیضی شکل که در جهت عرضی پهن و دارای یک محور خمیده با تقعر قدامی که در جهت بطنی به چپ منحرف می‌باشد. هزارلا در سمت راست خط فرضی بدن قرار دارد. از نظر توپوگرافی از جلو دنده ۸ تا دنده ۱۱ کشیده شده است و ۷٪
حجم معده را تشکیل می‌دهد و توپی‌شکل است.
هزارلا در بخش قدامی نیمه راست حفره شکمی جایی گرفته و قسمتی از هیپوکنر راست، نیمه راست و منطقه کوچکی از نیمه چپ ناحیه عقب جناغی را اشغال می‌نماید در جهت پشتی به چند سانتی‌متر بالاتر از نیمه ارتفاع سینه می‌رسد. در جهت شکمی در فضای بین منتهی‌الیه جناغی هشتمین و دهمین دند ه می‌رسد. مجاورت هزارلا با سایر اندام‌ها به‌طور خلاصه عبارتست از: در سمت چپ با کیسه شکمی شکمبه، در سمت قدامی و پشتی با کبد، در سمت قدامی و شکمی با نگاری، در سمت شکمی با شیردان، در سمت خلفی با پیلور و اولین بخش دوازدهه، در سمت پشتی خلفی با قوس‌های روده باریک و در سمت راست با حجاب حاجز تماس دارد.
مخاطات هزارلا دارای چین‌های پهن است که این صفحات داخل هزارلا دارای یک رشته ماهیچه‌های صاف است که عمده وظیفه هزارلا بازجذب آب و مواد است. غذا در داخل هزارلا به وسیلهٔ انقباض این عضلات خرد و آبگیری می‌شود.

## کارکرد

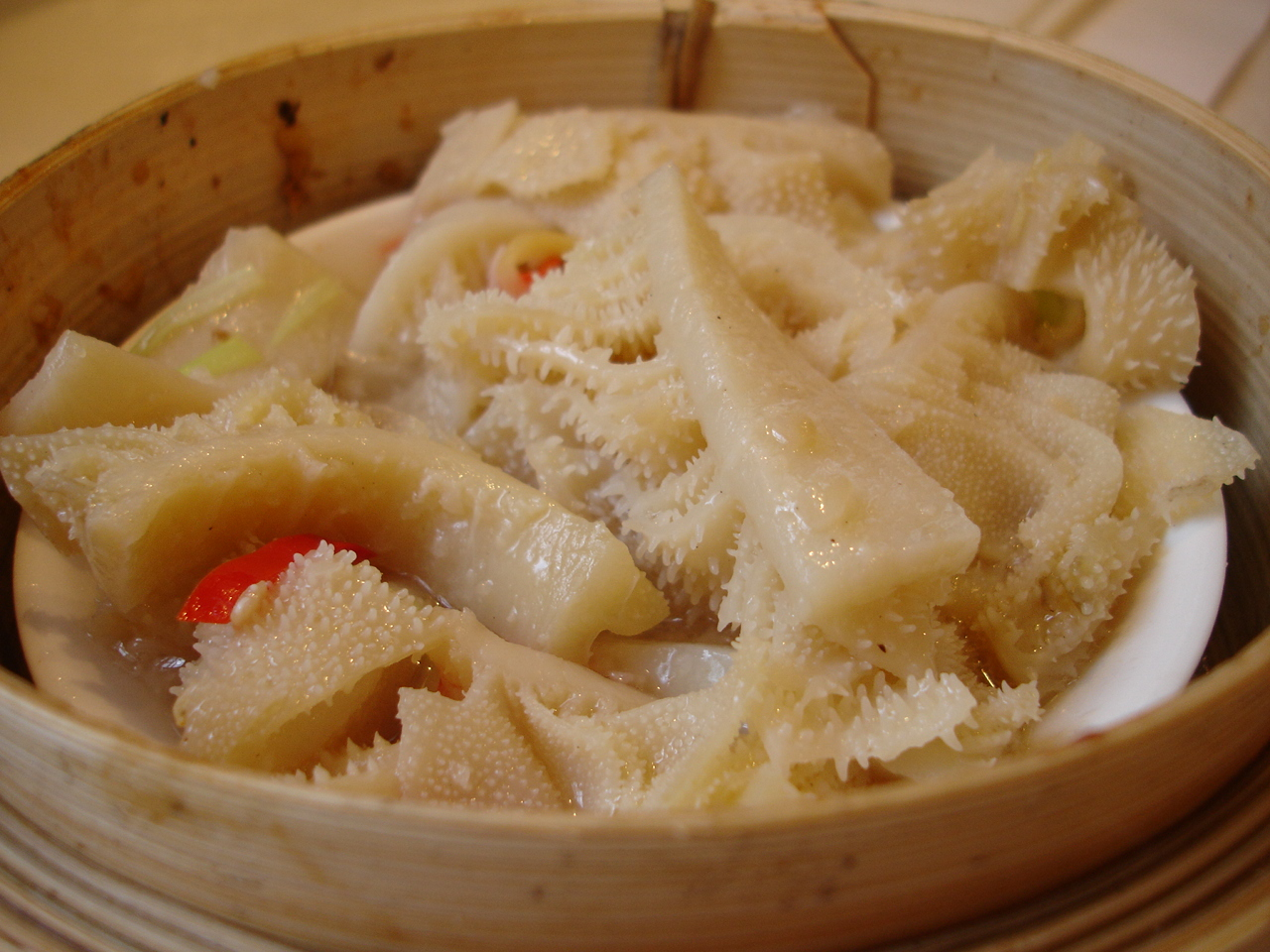
هزارلای بریده‌شده گاو یکی از خوراکی‌های دیم‌سوم در آشپزی چینی است. این خوراک «انگآو پاک ییپ» (牛百頁 / 牛柏葉) نامیده می‌شود.

پس از اینکه مواد غذائی کاملاً جویده شد ناودان مری لقمهٔ جویده شده (پس از نشخوار) را به هزارلا می‌رساند. هزارلا در حدود ۲۰ لیتر گنجایش دارد و دارای مقدار زیادی لایه‌های ماهیچه‌ای قوی شبیه صفحه‌های کتاب است که مواد غذایی وارده را فشار داده و آب آن‌ها را جذب می‌کنند.
هزارلا هیچ نوع مادهٔ ترشحی ندارد، ولی مقدار زیادی از آب و بعضی از اسیدهای آلی به‌وسیلهٔ هزارلا جذب می‌شوند.
هزارلا صفحه‌هایی ماهیچه‌ای به نام لامینا دارد که وجود این پرده‌ها باعث می‌شود که سطح قابل جذب هزارلا به نسبت چندین برابر افزایش یابد. به همین جهت محتویات آن بسرعت آب خود را از دست می‌دهند؛ و آب همراه مواد از مخاطات هزارلا جذب می‌گردد.
اگر بنا به دلایلی جذب مواد غذایی در هزارلا متوقف شود آب آن بیش از اندازه جذب شده و مواد خشک می‌گردند؛ که خود زمینه‌ساز بیماری در نشخوارکنندگان خواهد بود که بنام اختلالات هزارلا معروف است. اگر بجای مدفوع، مخاط سفیدرنگ یا شیشه‌ای روشن از مقعد خارج گردد نشان‌دهنده فلج هزارلا می‌باشد.